# Uctivá poklona, pane Kohn
Uctivá poklona, pane Kohn je pětidílný český komediální televizní seriál natočený na motivy knížky židovských anekdot Karla Poláčka. Jde o volný soubor situací bez výraznější příběhové linky odehrávajících se v kavárně, u rabína, cestou do synagogy apod., které slouží jako podklad pro prezentaci klasických židovských vtipů. Hlavní postavou provázející většinou scének je Artur Kohn (Vlastimil Brodský), dále se v seriálu objevuje jeho přítel Max Taussig (Martin Růžek) a další postavy představované významnými českými herci.

## Seznam dílů
1. Zázraky u rabína
2. Kavárna Daubner
3. Cestou do synagogy
4. Vlakem na Vídeň
5. Abychom zdrávi byli